# Corythalia opima
Corythalia opima là một loài nhện trong họ Salticidae.
Loài này thuộc chi Corythalia. Corythalia opima được Elizabeth Maria Gifford Peckham & George William Peckham miêu tả năm 1885.